# Isaak
Isaak właśc. Isaak Guderian (ur. 31 stycznia 1995 w Minden) – niemiecki piosenkarz. Reprezentant Niemiec w 68. Konkursie Piosenki Eurowizji (2024).

## Kariera
W 2011 wziął w niemieckiej odsłonie programu X-Factor. W 2021 wygrał talent show Show Your Talent.
16 lutego 2024 wygrał finał niemieckich preselekcji do Konkursu Piosenki Eurowizji 2024 z piosenką „Always on the Run”, dzięki otrzymał prawo reprezentowania Niemiec w konkursie. 11 maja wystąpił jako trzeci w kolejności startowej i zajął 12. miejsce, zdobywszy 117 punktów, w tym 99 pkt od jury (10. miejsce) i 18 pkt od widzów (19. miejsce).

## Życie prywatne
Jest żonaty z Loreen Guderian. Para ma dwójkę dzieci. 